# Barragem romana de Alfundão
A Barragem romana de Alfundão é uma estrutura histórica situada perto da aldeia de Alfundão, no concelho de Ferreira do Alentejo, em Portugal.

## Descrição
Os vestígios existentes da barragem romana são duas partes de um muro rectilíneo em alvenaria argamassada (opus incertum), que bloqueavam uma pequena linha de água, na margem direita da Ribeirinha, criando uma albufeira de reduzidas dimensões, com cerca de 750 m³ de capacidade. O lanço conservado do muro da barragem tem cerca de de 41,3 m de comprimento por 0,85 m de espessura, e 1,1 m de altura. Alguns pontos da estrutura ainda apresentam vestígios da cobertura em argamassa, que provavelmente teria revestido toda a barragem.
A barragem está situada a cerca de 850 m da Villa romana de Alfundão, mas a topografia da área exclui a sua utilização para o abastecimento de água àquela povoação, pelo que provavelmente serviria para alimentar os terrenos agrícolas a jusante.